# امانوئل چکینی
امانوئل چکینی (انگلیسی: Emanuel Cecchini؛ زادهٔ ۲۴ دسامبر ۱۹۹۶) بازیکن فوتبال اهل آرژانتین است که در پست هافبک برای جیمناسیا لاپلاتا بازی می‌کند.